# Makrokylindrus josephinae
Makrokylindrus josephinae är en kräftdjursart som först beskrevs av Sars 1871.  Makrokylindrus josephinae ingår i släktet Makrokylindrus och familjen Diastylidae. Inga underarter finns listade i Catalogue of Life.